# 夕製前駅
夕製前駅（ゆうせいまええき）は、北海道夕張市日吉にあった夕張鉄道の駅（廃駅）である。夕張鉄道線の合理化に伴い1971年に廃止された。

## 歴史
- 1962年（昭和37年）9月1日：開業。
- 1971年（昭和46年）11月15日：栗山駅 - 夕張本町駅間旅客営業廃止に伴い廃駅。

## 駅構造
単式ホーム1面1線の地上駅で、無人駅だった。

## 駅周辺
駅周辺に夕張製作所があり、現在も工場棟が残っている。映画のロケセットを再現した幸福の黄色いハンカチ思い出広場が近い。
- 若菜郵便局
- 夕鉄バス「黄色いハンカチ思い出広場前」停留所

## 隣の駅
夕張鉄道
夕張鉄道線
礦業所前駅 - 夕製前駅 - 若菜駅